# كلية إدارة الأعمال بجامعة كولورادو دنفر
كلية إدارة الأعمال بجامعة كولورادو دنفر (بالإنجليزية: University of Colorado Denver Business School)‏ هي كلية بجامعة كولورادو تقع في دنفر بولاية كولورادو، وتقدم شهادات الأعمال الجامعية والدراسات العليا. تم اعتماد كلية إدارة الأعمال من قبل جمعية تطوير كليات الأعمال الجامعية (AACSB).
اعتبارًا من عام 2018 كان هناك 1100 طالب دراسات عليا و1400 طالب جامعي مسجلين في الجامعة. إنها تاسع أكبر كلية إدارة أعمال معتمدة من جمعية تطوير كليات الأعمال الجامعية في الولايات المتحدة لتقديم برنامج درجة ماجستير متخصص بدوام كامل.
في عام 2012 انتقلت كلية إدارة الأعمال إلى موقعها الحالي في وسط مدينة دنفر في (1475 شارع لورانس). يحتوي المبنى الذي تبلغ مساحته 120 ألف قدم مربع على مكاتب كلية إدارة الأعمال والفصول الدراسية.

## الملف التأسيسي
تم اعتماد كلية إدارة الأعمال بجامعة كولورادو دنفر من قبل جمعية تطوير كليات الأعمال الجامعية. تم اعتماد المدرسة على المستويين الجامعي والدراسات العليا وتحمل اعتمادًا منفصلاً لبرنامج المحاسبة الخاص بها. تقع المدرسة في قلب منطقة دنفر للأعمال وتعمل بشكل وثيق مع العديد من الشركات الكبرى في الولايات بما في ذلك جي بي مورغان تشيس وبرايس ووتر هاوس كوبرز وكومكاست وغيرها. يتميز منهج كلية إدارة الأعمال بمدخلات من مجالات الأعمال التي تشكل مجلس المستشارين والمجالس الاستشارية بكلية إدارة الأعمال. يساهم ممثلون من أكثر من 200 مؤسسة تجارية ومجتمعية في مجالس المدرسة بخبرة صناعية وتجربة قيادية.

## مراكز كلية إدارة الأعمال
- مركز جيك جابس لريادة الأعمال.
- مركز جي بي مورجان للسلع.
- مركز ابتكار تكنولوجيا المعلومات.
- مركز الصين للأبحاث المالية.
- معهد الأعمال الدولية.

## الدرجات الجامعية المقدمة
تقدم كلية إدارة الأعمال بجامعة كولورادو دنفر درجة جامعية واحدة، وهي بكالوريوس العلوم في إدارة الأعمال. يمكن للطلاب الحصول على تخصصات في:
- المحاسبة
- ريادة الأعمال
- التمويل
- الإدارة المالية
- الموارد البشرية
- نظم المعلومات
- أعمال عالمية
- الإدارة
- التسويق
- إدارة المخاطر والتأمين
- الأعمال الرياضية

## الدرجات العليا المقدمة

### ماجستير في برامج إدارة الأعمال
تقدم الجامعة خيارات ماجستير إدارة الأعمال التالية:
- ماجستير في إدارة الأعمال المهنية
- ماجستير في إدارة الأعمال المهنية عبر الإنترنت
- ماجستير في إدارة الأعمال لمدة عام
- ماجستير في إدارة الأعمال الصحية
- ماجستير في إدارة الأعمال التنفيذية في إدارة الرعاية الصحية
- ماجستير في إدارة الأعمال التنفيذية

### برامج ماجستير العلوم
تقدم الجامعة درجات ماجستير العلوم التالية:
- المحاسبة
- تحليل الأعمال
- المالية وإدارة المخاطر
- إدارة الطاقة العالمية
- الإدارة الصحية
- نظم المعلومات
- أعمال عالمية
- الإدارة
- التسويق

#### تخصصات ماجستير إدارة الأعمال أو درجات الماجستير
- المحاسبة
- الابتكار الحيوي وريادة الأعمال
- تحليل الأعمال
- ذكاء الأعمال
- إستراتيجية العمل
- السلع
- ريادة الأعمال
- التمويل
- نظم المعلومات
- أعمال عالمية
- الإدارة
- الإدارة من أجل الاستدامة
- التسويق
- إدارة المخاطر والتأمين
- الرياضة والترفيه

### درجات مزدوجة
يمكن لطلاب ماجستير إدارة الأعمال إضافة درجة الماجستير في العلوم في:
- المحاسبة
- تحليل الأعمال
- المالية وإدارة المخاطر
- إدارة الطاقة العالمية
- نظم المعلومات
- أعمال عالمية
- الإدارة
- التسويق

بالإضافة إلى ذلك، يمكن الحصول على درجات مزدوجة من خلال شركاء في:
- دكتوراه في الطب من كلية الطب بجامعة كولورادو
- دكتور صيدلة من مدرسة سكيجز للصيدلة والعلوم الصيدلانية
- ماجستير في العلوم السياسية من كلية كولورادو دنفر للفنون والعلوم الليبرالية
- ماجستير في الهندسة الحيوية من جامعة كولورادو دنفر للهندسة والتصميم والحوسبة
- كلية الدراسات العليا المصرفية في كولورادو
- ماجستير الآداب في الاقتصاد من جامعة كولورادو دنفر
- ماجستير في الاقتصاد من جامعة كولورادو دنفر يمكنه إضافة ماجستير في العلوم المالية

يمكن للطلاب من هذه البرامج الجمع بين شهاداتهم مع ماجستير في إدارة الأعمال أو ماجستير من جامعة كولورادو دنفر:
- ماجستير في الإدارة الدولية (MIM)، مدرسة ثندربيرد للإدارة العالمية، جلينديل، أريزونا
- كلية الدراسات العليا المصرفية، جامعة كولورادو بولدر.

### برامج الدكتوراه
تقدم الجامعة برنامج الدكتوراه في علوم الكمبيوتر وأنظمة المعلومات.

## روابط خارجية
- الموقع الرسمي